# 小林花奈子
小林 花奈子（こばやし かなこ、1998年11月13日 - ）は、日本の女子ラグビーユニオン選手。

## プロフィール
- 神奈川県出身[1]。
- ポジションはセンター(CTB)。
- 身長 163cm、体重 66kg
- 女子日本代表キャップは4。（2021年11月現在）

## 略歴
2017年、石見智翠館高校卒業後、日本体育大学に入る。
2019年11月16日に行われたヨーロッパ遠征女子イタリア代表戦にて先発出場で女子日本代表初キャップを獲得した。
2021年、日本体育大学卒業後、横河武蔵野アルテミ・スターズに加入。同年8月、エクセター・チーフスに加入。